# Mirafra
Mirafra är ett släkte i familjen lärkor inom ordningen tättingar. Arterna förekommer framför allt i Afrika söder om Sahara, men en till två arter har ett mycket vidare utbredningsområde även på Arabiska halvön och österut till Australien. Släktet omfattar sedan 2024 följande arter:
- Monoton lärka (M. passerina)
- Kordofanlärka (M. cordofanica)
- Lavalärka (M. williamsi)
- Vissellärka (M. pulpa)
- Vitstjärtad lärka (M. albicauda)
- Härmlärka (M. cheniana)
- Drillärka (M. javanica)

Tidigare placerades en lång rad arter i Mirafra, men genetiska studier från 2023 visar att det släktet kan delas upp i fyra klader som är förhållandevis gamla, äldre än flera andra släkten i familjen. Följande arter placerades tidigare i Mirafra men förs nu till egna släkten (artindelning efter Alström) 
- Släkte Corypha
  - Kastanjettlärka (C. fasciolata)
  - Klapplärka (C. apiata)
  - Storlärka (C. hypermetra) – syn. rostvingad lärka
  - Kidepolärka (C. kidepoensis) – tidigare del av hypermetra
  - Silolärka (C. sharpii) – tidigare del av africana
  - Savannlärka (C. africana) – syn. rödnackad lärka
  - Höglandslärka (C. kurrae) – tidigare del av africana
  - Platålärka (C. nigrescens) – tidigare del av africana
  - Slättlärka (C. kabalii) – tidigare del av africana
  - Vaktlärka (C. athi) – tidigare del av africana
  - Somalialärka (C. somalica)

- Släkte Amirafra
  - Halsbandslärka (M. collaris)
  - Angolalärka (M. angolensis)
  - Kanellärka (M. rufocinnamomea)

- Släkte Plocealauda
  - Burmalärka (M. microptera)
  - Bengallärka (M. assamica)
  - Indokinesisk lärka (M. erythrocephala)
  - Gräshoppslärka (M. affinis)
  - Indisk lärka (M. erythroptera)

Arterna ogadenlärka och rostlärka fördes även de tidigare till Mirafra, men genetiken visar att de har sin hemvist istället i Calendulauda. Längre tillbaka fördes även madagaskarfinklärka (Eremopterix hova) tidigare till Mirafra, liksom libenlärkan och drakensberglärkan i Heteromirafra.